# 伊本·盖比鲁勒
所罗门·伊本·盖比鲁勒（希伯來語：שלמה בן יהודה אבן גבירול, Shelomo ben Yehuda ibn Gabirol，约1021年—约1058年），阿拉伯语称艾布·阿尤布·苏莱曼·伊本·叶海亚·伊本·盖比鲁勒（阿拉伯語：أبوأيوب سليمان بن يحيى بن جبيرول, Abu Ayyūb Suleiman ibn Yahya ibn Jabirūl），拉丁文称阿维斯布隆（Avicebron），11世纪安达卢斯犹太学者。他代表了当时希伯来宗教诗和世俗诗的顶峰，同时还是一位重要的新柏拉图主义哲学家，被誉为西班牙第一位哲学家。
出生于马拉加，曾在萨拉戈萨接受高等教育。16岁时即以希伯来文写宗教赞美诗，赢得声誉。他的诗作极其丰富，但其诗集已失传，残存的世俗诗约有200余首，题材极其广泛。他不顾保护人的劝阻，热衷于研究新柏拉图主义。其哲学代表作《生命泉》（Fons Vitæ）是以拉丁文化名阿维斯布隆署名的。该作品对犹太教神秘主义喀巴拉派和基督教的经院哲学产生较大影响。